# Amaranthus blitoides
Amaranthus blitoides, comummente conhecida como bredo, é uma espécie de planta com flor pertencente à família das Amarantáceas. 
A autoridade científica da espécie é S.Watson, tendo sido publicada em Proceedings of the American Academy of Arts and Sciences 12: 273–274. 1877.

## Nomes comuns
Além de ser conhecida como «bredo», também é conhecida como erva-aranha, nome que partilha com as espécie Ophrys apifera e Spergula arvensis.

### Etimologia
O nome comum «bredo» provém do étimo grego antigo βλίτον (blíton), que já se usava no período clássico para aludir a esta espécie.

## Portugal
Trata-se de uma espécie presente no território português, nomeadamente em Portugal Continental e no Arquipélago dos Açores.
Em termos de naturalidade é introduzida nas duas regiões atrás indicadas.

## Protecção
Não se encontra protegida por legislação portuguesa ou da Comunidade Europeia.